# 保護者による制限 (Windows)
保護者による制限はマイクロソフトが2007年1月に一般向けに発売をしたMicrosoft Windows Vistaの機能である。利用者に対して一定の利用制限を設けさせる機能。

## 概説
有害とされるウェブサイトの閲覧や悪影響を及ぼすと予想されるアプリケーションの実行を予め制限（規制）する機能でWindows Vistaで初めて搭載される機能である。主に保護者の立場から子供あるいは特定の利用者に対しての規制を実行するもので、主に暴力性を伴う成人向けゲームや性的表現を伴うアダルトゲーム、ファイル共有ソフトウェア等が対象として挙げられると予想される。また、インターネットカフェや漫画喫茶において利用客に対して制限をかける様な使い方もされる（この場合は、掲示板荒らしを目的とした2ちゃんねるなどの掲示板サイトや、Winnyなどのファイル共有ソフト、店舗が許諾を受けていないオンラインゲーム、悪意を持ったメールボムや田代砲などの攻撃ソフトなどの利用を禁じることが多い）。

## 主な機能
- コンピュータゲーム等のソフトウェア利用制限（主に成人向けゲームやアダルトゲーム等が対象）
- 有害サイトの閲覧規制（反社会性の強い内容等）
- プログラム実行動作の規制（決められた時間しか利用できないようするなど）